# Brigham City (Utah)
Brigham City é a maior cidade e a sede do Condado de Box Elder no estado do Utah, Estados Unidos da América. A cidade fica localizada perto das Wellsville Mountains. Segundo o census de 2000 a cidade tinha uma população de 17,412 habitantes,mas segundo um estudo feito em 2000 a cidade tinha 17,149 habitantes. Nesta cidade fica a sede da empresa AtK Thiokol, uma empresa que cria peças para as naves espaciais da NASA e para o exército dos Estados Unidos.